# Heliodoxa branickii
Heliodoxa branickii е вид птица от семейство Колиброви (Trochilidae).

## Разпространение
Видът е разпространен в Боливия и Перу.